# Alberto Ardessi
Alberto Ardessi (Monfalcone, 9 maggio 1951) è un ex cestista italiano.

## Carriera
Guardia-ala di 194 cm, ha legato la sua carriera Ginnastica Goriziana, con cui ha disputato vari campionati di Serie A1 e A2 negli anni settanta e ottanta.
Ha segnato un totale di 5 750 punti nel campionato italiano. Nel 1987 ha realizzato 57 punti in una gara.

## Palmarès
- Promozione in Serie A1: 3
Ginn. Goriziana: 1975-76, 1979-80, 1981-82.